# 内山榮一
内山榮一（うちやま えいいち、1911年（明治44年）11月25日 - 2012年（平成24年）4月10日）は、日本の政治家、税理士。東京都台東区長（4期）、台東区議会議員（4期）、東京都議会議員（3期）を歴任した。

## 来歴
埼玉県大里郡、のちの岡部町（現深谷市）出身。1935年、法政大学経済学部卒業。その後税理士事務所を開く。
1951年から台東区議会議員を4期務め、1967年、台東区選出の都議会議員の死去による補欠選挙に自由民主党公認で立候補し、当選し、都議会議員を3期務めた。1975年4月に台東区長に当選。1991年4月まで4期16年務めた。
旧東京音楽学校奏楽堂の老朽化にともなう移築問題が起きた際、愛知県の明治村に建物を移築する計画に対して、上野公園敷地内への移築を推進し台東区内での保存を守ったことで知られる。
また、隅田川花火大会の復活や浅草サンバカーニバルの開催に携わり、「アイデア区長」と呼ばれた。
1977年、伝法院前にあった区庁舎を上野駅前に移転させた際、内山の指示でそれまであったバラックを取り壊し、各自の負担で建物を建てることで、周辺の露店を引き続き営業出来るよう計らった。

その際、店舗側から土地使用料について支払いの意思を見せたが「そんなもんはいらない」という内山と露天商の口約束で公認されたような状態になった。

これが伝法院通りの商店街「伝法院通り商栄会」である。
1991年に引退。その後は税理士として活動した。
2007年10月、台東区名誉区民に推される。2012年4月10日死去、享年100。